# Мала Кізня
Мала Кі́зня (рос. Малая Кизня) — присілок в Дебьоському районі Удмуртії, Росія.

## Населення
Населення — 24 особи (2010; 62 в 2002).
Національний склад станом на 2002 рік:
- удмурти — 100 %

## Урбаноніми[3]
- вулиці — Малококізнинська